# 파리목 분류 체계
파리목(Diptera)의 계통분류체계는 Wiegmann et al. (2011)의 대규모 연구가 대표적인 성과로 언급되고 있다. 이를 근거로 다른 여러 연구결과들을 조금씩 종합하여 전체적인 계통분류체계를 도식화하였다.

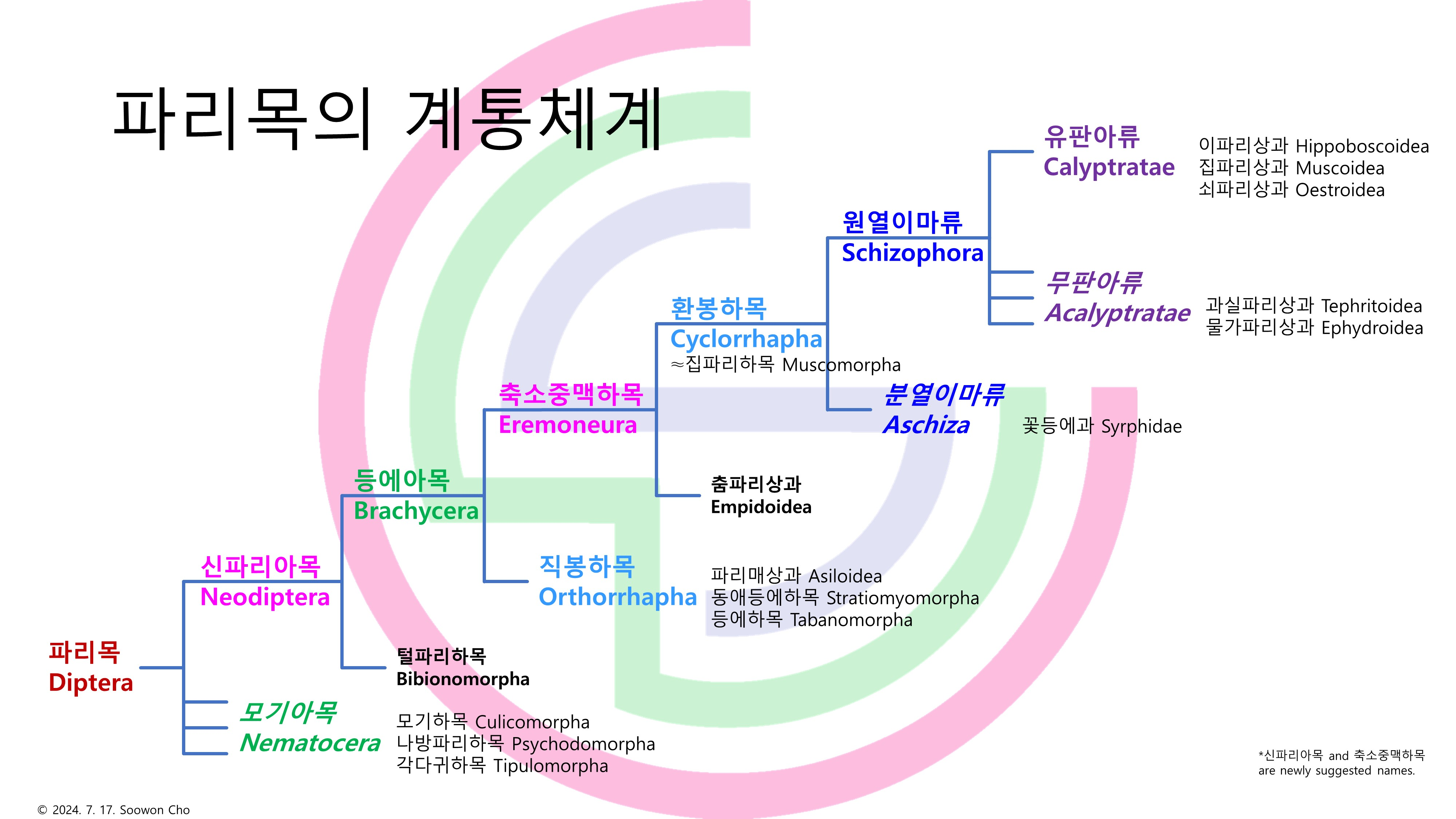

## 파리목의 계통체계
파리목의 기본적인 계통분류체계는 그림과 같다. 여기서 '신파리아목'과 '축소중맥하목'은 새로 제시하는 명칭이다.

## 신파리아목, 등에아목, 모기아목
•파리목은 일반적으로 모기류와 [파리류, 즉] 등에류로 나뉜다.
•등에류와 파리류를 포함하는 분류군은 (하나의 계통으로 묶이는, 즉 하나의 조상 아래 놓인 분류군들이 모두 포함되는 분류군이므로) 단계통*군이고, 이들을 등에아목(Brachycera)이라고 한다.
•등에아목 상위에 신파리아목**(Neodiptera)도 주목할 만하다. 이 단계통군은 등에아목과 함께 모기와 파리의 중간쯤 되어 보이는 털파리하목(Bibionomorpha)를 자매군으로 포함한다.
•모기류는 (하나의 조상 아래 놓인 모든 분류군을 포함하는) 단계통군이 아닌 측계통군이며, 보통 이들을 한데 묶어 모기아목(Nematocera)이라고 한다.
*단계통(monophyly)이 아닌 것, 즉 비단계통은 측계통(paraphyly) 또는 다계통(polyphyly)을 뜻함.
**신파라아목은 앞가슴-목 부위(pronoto-cervical region)의 골격-근육 변화(skeleto-muscular modifications)에서 볼 수 있는 4가지 특징적 공유파생형질에 의해 지지되는 단계통군이다 [Michelsen V. 1996. Neodiptera: New insights into the adult morphology and higher level phylogeny of Diptera (Insecta). Zoological Journal of the Linnean Society, 117: 71-102.].

## 등에아목 내 축소중맥하목, 환봉하목(구 가락지감침파리아목), 직봉하목
•등에아목은 크게 환봉하목과 직봉하목으로 구분되곤 했다.
•직봉하목(Orthorrhapha)은 우화 시 갈라지는 선이 직선 또는 T자를 이루는데, 단계통군이지만 직봉하목 내 계통관계는 모기아목처럼 복잡하다.
•환봉하목(Cyclorrhapha)은 우화 시 갈라지는 선이 머리쪽 원형 솔기(circular seam)*를 따라 열리며, 단계통군이다. 우화 시 성충은 대부분 머리에 이마주머니(ptilinum)가 있어서 여기서 풍선 같은 주머니가 부풀면서 원형 솔기를 밀어 따고 이를 통해 우화한다.
•축소중맥하목(Eremoneura)은 단계통군으로, 유충이 3령이며, 환봉아목과 춤파리상과(Empidoidea)**를 환봉하목의 자매군으로 포함한다.
*원형 솔기는 원형 개구(circular opening)를 위한 것인데, 환봉아목에 속하는 파리류의 대부분은 이 개구를 따고 우화하기 위해 특별히 풍선처럼 부풀릴 수 있는 구조물이 튀어나오는 이마주머니(ptilinum)가 있다. 이 이마주머니는 환봉아목 내 원열이마류(Schizophora)에서 발견된다.
**춤파리상과(Empidoidea)는 환봉하목의 자매군으로, 직봉하목 파리처럼 환상의 개구(circular opening)가 없고 우화 시 등은 접힌 선이나 약한 부위를 따라 거의 종으로 갈라진다. 그러나 환봉하목 파리처럼 시맥에서 중맥 M4의 소실 또는 M3와의 융합 특성을 가지며, 이는 축소중맥하목의 공유파생형질로 인지된다.

## 환봉하목 내 원열이마류(구 원열이마무리), 분열이마류(구 분열이마무리)
•환봉하목*은 단계통의 원열이마류와 그 나머지인 측계통의 분열이마류로 나뉜다.
•원열이마류(Schizophora)는 안으로는 복잡한 계통관계를 보이지만 그럼에도 잘 구성된 단계통군이다. 환봉아목이 위용(coarctated pupa)의 특징을 갖는데, 원열이마류는 그 중에 성충이 이마주머니(ptilinum)를 가지고 있어 유각(puparium)을 탈출할 때 이용한다는 특징을 보인다. 이마주머니는 이후 더듬이 주변으로 역U자의 흔적(이마주머니 선, ptilinal suture)이 남는다.
•분열이마류(Aschiza)는 환봉하목에서 원열이마류를 제외한 나머지를 모두 포함하는 그룹으로, 꽃등에과를 포함하고 있으며, 단계통군이 아니다. 이들도 용화 시 유각을 이용하지만 성충에게 이마주머니가 없어 유각 탈출 시 근육 등 다른 수단을 이용한다.
*집파리하목(Muscomorpha)은 과거 환봉하목에 파리매상과(Asiloidea)를 포함하는 분류군이었으나, 이후 파리매상과가 직봉하목에 포함되면서 사실상 환봉하목과 동일시되고 있다.

## 원열이마류 내 유판아류(구 유판류), 무판아류(구 무판류)
•원열이마류는 단계통의 유판아류와 그 나머지의 무판아류로 나뉜다.
•무판아류(Acalytratae)는 원열이마류 중 날개 기부엽(calypter)이 없는 것들을 모아 일컫는 명칭이다.
•유판아류(Calytratae)는 날개 기부엽(calypter)이 존재하는 분류군이다. 날개 기부엽(pl. calypteres or calypters)은 squama (pl. squamae)라고도 하는데, 날개의 alula*와 가까운, 기부에서 더 멀고 더 위쪽에 위치한 것을 upper calypter(날개 상기부엽), 가슴에 가까운, 기부에 더 가깝고 더 아래쪽에 위치한 것을 lower calypter(날개 하기부엽)라고 한다. 날개를 접듯이 하면 상기부엽이 뒤집듯 접히면서 하기부엽 위로 오며, 하기부엽은 평균곤[halter(e)]의 위쪽에서 보호덮개의 역할을 한다.
*Alula는 곤충학용어집(2013)에 날개기편 또는 날개 기부엽으로 번역되지만, 날개 기부엽은 calypter가 이미 그렇게 번역되고 있으므로 날개기편으로 쓰는 것이 그나마 낫겠다. 날개기편은 날개 상기부엽에 가까운, 그러나 calypter와는 다른, 날개의 일부이다.

## 국내 파리목의 분류체계 현황

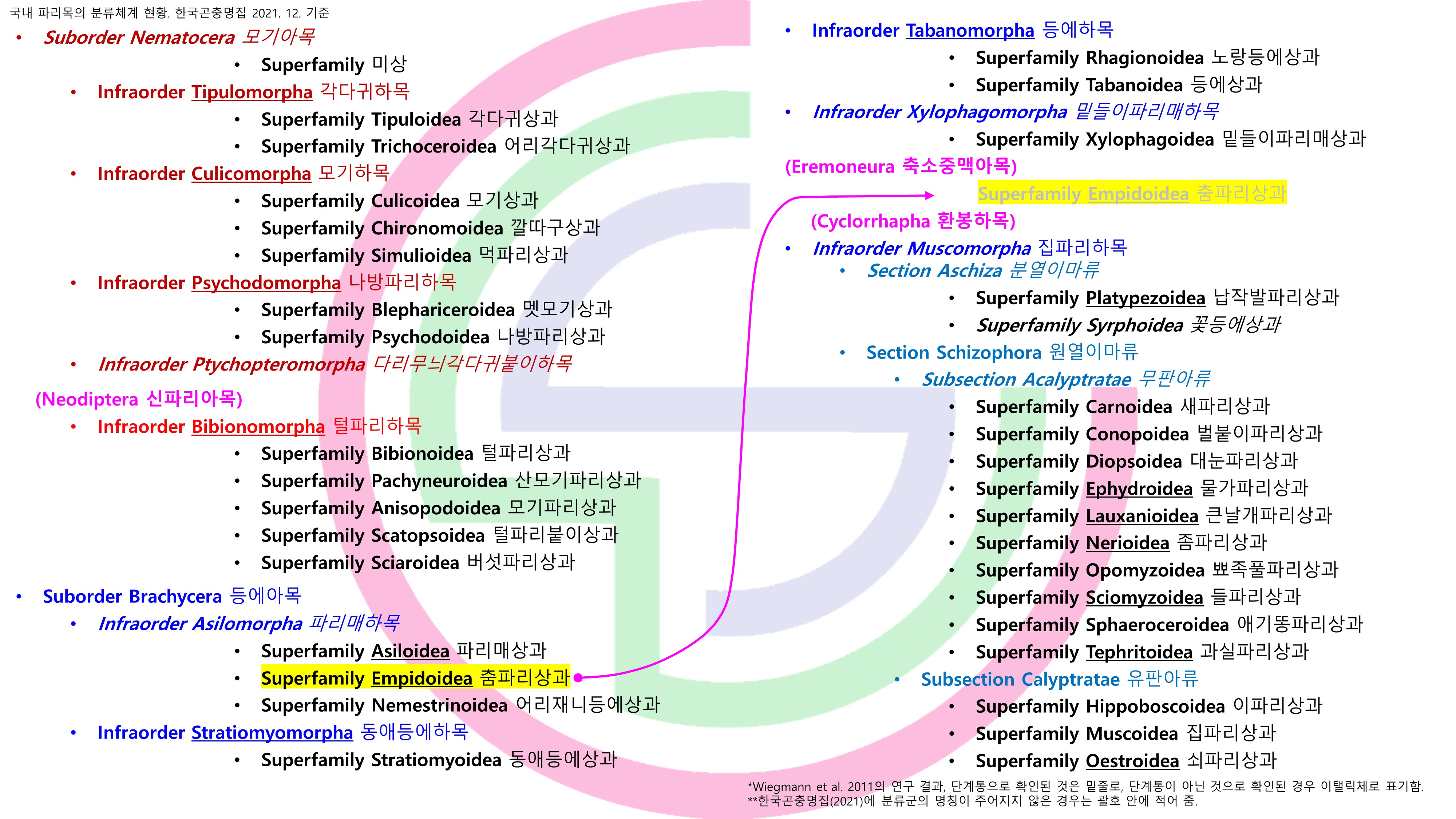

한국곤충명집(2021)을 기준으로 상기 체계에 국내 분류군을 배치하면 그림과 같다.
*Wiegmann et al. 2011의 연구 결과, 단계통으로 확인된 것은 밑줄로, 단계통이 아닌 것으로 확인된 경우 이탤릭체로 표기함.
**한국곤충명집(2021)에 분류군의 명칭이 주어지지 않은 경우는 괄호 안에 적어 줌.
1. ↑  Brian M Wiegmann;  외. (2011). “Episodic radiations in the fly tree of life”. 《Proceedings of the National Academy of Sciences of the United States of America. 108(14): 5690-5.》.